# Lindenfurterhof
Lindenfurterhof (auch Lindenfurt genannt)  ist ein Gemeindeteil der Gemeinde Hafenlohr im unterfränkischen Landkreis Main-Spessart in Bayern.

## Geographie
Die Einöde Lindenfurterhof liegt im Spessart im Tal der Hafenlohr in der Nähe der Kreisstraße MSP 26 zwischen Einsiedel und dem Torhaus Breitfurt. Er gehört als Exklave im Fürstlich Löwensteinschen Park zur Gemeinde Hafenlohr.

## Geschichte
Der Lindenfurterhof wurde als Besitz der Benediktinerabtei Neustadt am Main im Jahr 1264 erstmals urkundlich erwähnt. Von 1850 bis 1977 befand sich in Lindenfurt das fürstliche Forstamt des Löwensteinschen Wildparks.